# 1779 у літературі

## Книги
- «Вальдемар» — роман Фрідріха Генріха Якобі.
- «Байки та притчі» — збірка байок Ігнація Красицького.

### П'єси
- «Кава» — комедія Адама Казимира Чорторийського.
- «Натан Мудрий» — трагедія Готгольда Ефраїма Лессінга.
- «Критик або Репетиція однієї трагедії» (англ. «The Critic: or, a Tragedy Rehearsed») — комедія Річарда Шерідана.

## Народились
- 28 травня — Томас Мур, ірландський поет.
- 1 серпня — Френсіс Скотт Кі, американський поет, автор тексту державного Гімну США.
- 10 вересня — Олександр Воєйков, російський поет, перекладач, літературний критик, видавець, журналіст.

## Померли
- 20 січня — Девід Гаррік, англійський драматург, актор, директор театру Друрі-Лейн.